# Israel Herstein

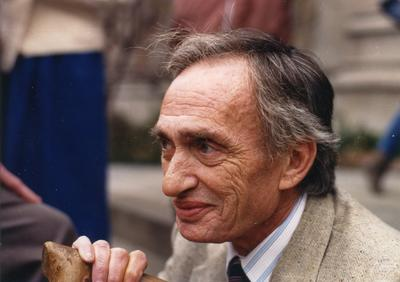
Israel N. Herstein in Berkeley, 1987

Israel „Yitzchak“ Nathan Herstein  (* 28. März 1923 in Lublin; † 9. Februar 1988 in Chicago) war ein US-amerikanischer Mathematiker, der sich vor allem mit Algebra beschäftigte.

## Leben
Hersteins Familie zog 1928 nach Kanada und dort studierte er an der University of Manitoba und der University of Toronto (Master 1946). 1948 wurde er an der Indiana University bei Max Zorn promoviert (Divisor Algebras). Danach war er an der University of Kansas, der Ohio State University, der University of Chicago (1950, bei Abraham Adrian Albert) der University of Pennsylvania und der Cornell University, bevor er 1962 Professor in Chicago wurde.
Er ist vor allem für seine Arbeiten in der Theorie nichtkommutativer Ringe bekannt. Herstein ist auch für seine Algebra-Lehrbücher bekannt.

## Schriften
- Topics in Algebra 1964
- Noncommutative Rings, Carus Mathematical Monographs 1968.
- Rings with involution 1976
- Abstract Algebra 1986